# 소노기정
소노기정(彼杵町)은 나가사키현 히가시소노기군에 있던 정이다.

## 역사
- 1889년 4월 1일 - 정촌제 시행에 의해 히가시소노기군 소노기촌이 성립하였다.
- 1898년 1월 20일 - 규슈철도 (일본국유철도 오무라선)가 개업해 소노기역이 설치되었다.
- 1940년 11월 3일 - 정으로 승격해 소노기정이 되었다.
- 1959년 5월 1일 - 지와타촌과 합병해 히가시소노기정이 성립하여, 소노기정은 소멸하였다.

## 교통

### 철도
- 일본국유철도
  - 오무라선

## 참고문헌
- 角川日本地名大辞典 42 長崎県
- 長崎県東彼杵郡教育会 編 (1917). 《長崎県東彼杵郡誌》. 長崎県東彼杵郡教育会. 388–417쪽. 다음 글자 무시됨: ‘和書 ’ (도움말) - Google ブックス